# Alfonsas Giržadas
Alfonsas Giržadas ist ein ehemaliger litauischer Politiker, Vizeminister der Finanzen.

## Leben
Sein Vater war Antanas Giržadas.
Nach dem Abitur an der Mittelschule absolvierte Alfonsas Giržadas ein Diplomstudium in Sowjetlitauen. 
Am 5. März 1991 ernannte litauischer Premierminister Gediminas Vagnorius ihn zum Stellvertreter der Finanzministerin Litauens Elvyra Janina Kunevičienė im Kabinett Vagnorius I. Bis zum 24. November 1992 leitete er die nationale Aufsichtsbehörde für Wertpapiere (Lietuvos  Respublikos vertybinių  popierių  komisija) und wurde vom Premierminister Aleksandras Abišala auf Wunsch von Giržadas entlastet. Sein Nachfolger wurde Algirdas Gediminas  Šemeta. Später war Vizefinanzminister im Kabinett Lubys. Am 22. Januar 1993 entlastete litauischer Premierminister Bronislovas Lubys ihn auf seinem Wunsch wegen der Pensionierung.